# Rocchetta di Vara
Rocchetta di Vara là một đô thị ở tỉnh La Spezia trong vùng Liguria của Ý, có cự ly khoảng 70 km về phía đông nam của Genoa và khoảng 11 km về phía bắc của La Spezia. Tại thời điểm ngày 31 tháng 12 năm 2004, đô thị này có dân số 848 người và diện tích là 32,3 km².
Rocchetta di Vara giáp các đô thị sau: Beverino, Borghetto di Vara, Brugnato, Calice al Cornoviglio, Mulazzo, Zeri, Zignago.